# Regering-Wathelet
De regering-Wathelet (27 november 1985 - 3 februari 1988) was een Waalse regering, onder leiding van Melchior Wathelet. De regering bestond uit de twee partijen: PRL (27 zetels) en PSC (25 zetels).
Deze regering had een bijzonder nipte meerderheid (52 op 103 zetels) die in het gedrang zou komen mocht Toon Van Overstraeten ook zetelen. Van Overstraeten was rechtstreeks gekozen senator voor de Volksunie in het arrondissement Nijvel van de toen nog unitaire provincie Brabant (nu provincie Waals-Brabant) en zou, door het toen nog gangbare dubbelmandaat, normaal gezien ook moeten zetelen in de Waalse Gewestraad. De Volksunie haalde er een van de drie zetels terwijl het slechts de twaalfde partij was met slechts 493 stemmen (0,27%), dit door het spel van de apparentering, voorzien in de kieswetgeving om reststemmen per provincie te groeperen. De Franstaligen weigerden hem te laten zetelen en Van Overstraeten werd manu militari verwijderd.
De regering volgde de regering-Dehousse II op, na de verkiezingen van 13 oktober 1985 en werd opgevolgd door de regering-Coëme, die gevormd werd na de verkiezingen van 13 december 1987.

## Samenstelling
De regering telde zes ministers: 3 voor de PRL en 3 voor de PSC.
| Naam | Naam                       | Partij | Partij | Functie en bevoegdheden                                                                                     |
| ---- | -------------------------- | ------ | ------ | --- |
|      | Melchior Wathelet (1949)   |        | PSC    | Minister-president en Minister Nieuwe Technologieën, Buitenlandse Betrekkingen, Algemene Zaken en Personeel |
|      | Arnaud Decléty (1933-2000) |        | PRL    | Minister Economie, Werkgelegenheid en Middenklasse                                                          |
|      | Amand Dalem (1938-2018)    |        | PSC    | Minister Huisvesting en Voogdij                                                                             |
|      | Charles Aubecq (1926-2015) |        | PRL    | Minister Begroting, Financiën en Gesubsidieerde Werken                                                      |
|      | Albert Liénard (1938-2011) |        | PSC    | Minister Ruimtelijke Ordening, Plattelandsleven en Water                                                    |
|      | Daniel Ducarme (1954-2010) |        | PRL    | Minister Milieu en Landbouw                                                                                 |

Dehousse I · 
Damseaux · 
Dehousse II · 
Wathelet · 
Coëme · 
Anselme · 
Spitaels · 
Collignon I · 
Collignon II · 
Di Rupo I · 
Van Cauwenberghe I · 
Van Cauwenberghe II · 
Di Rupo II ·
Demotte I ·
Demotte II ·
Magnette ·
Borsus ·
Di Rupo III ·
Dolimont ·